# William Badger
William Badger, född 13 januari 1779 i Gilmanton, New Hampshire, död 21 september 1852 i Gilmanton, New Hampshire, var en amerikansk demokratisk politiker. Han var New Hampshires guvernör 1834–1836.
Badger var verksam som affärsman och tjänstgjorde som sheriff i Strafford County 1820–1830. Han var talman i New Hampshires senat 1816–1817.
Badger efterträdde 1834 Samuel Dinsmoor som guvernör och efterträddes 1836 av Isaac Hill. År 1852 avled han 73 år gammal.